# フェリスはある朝突然に
『フェリスはある朝突然に』（フェリスはあるあさとつぜんに、原題：Ferris Bueller's Day Off）は、1986年に製作されたアメリカ映画。1980年代にヒット作を連発したジョン・ヒューズが監督と脚本を担当し、アメリカでは根強い人気を誇っている。また、リグレーフィールドやシカゴ美術館などのシカゴの観光名所で撮影していたことも話題となった。
1990年にシチュエーション・コメディとしてテレビ番組化され、ジェニファー・アニストンがフェリスの妹役を演じた。

## あらすじ
フェリス・ビューラー（マシュー・ブロデリック）はシカゴの郊外に住んでいる高校3年生。ある朝、熱はないけれども胃が痛いと両親に向かって訴えた。今学期9度目の仮病で、学校を休むことに決めたのだ。妹のジーニー（ジェニファー・グレイ）は仮病だと指摘したのに、両親はみごとに引っかかった。フェリスは“手を汗ばませることが肝心なのさ”と独り言。友人たちには電話を掛けて、腎臓が悪いから休むと言い訳をしておいた。真に迫ったその言葉に騙されて、腎臓病のフェリスのため、募金活動に乗り出す者まで出る始末。さらに校長（ジェフリー・ジョーンズ）にも電話を掛けてみて、ちゃっかり自分の恋人（ミア・サラ）を学校から連れ出すのにも成功。次に、本物の体調不良で学校を休んでいた親友のキャメロン（アラン・ラック）まで家から引っ張り出した。キャメロンの父はカーマニア。そのコレクションである61年型250GTカリフォルニア・フェラーリを拝借してシカゴの街へと繰り出す。
3人組はウィリス・タワーに昇って地上を見下ろし、シカゴ・マーカンタイル取引所では結婚の価値について議論した。ソーセージ王の名前を使って予約しておいたレストランでは、フェリスの父親と鉢合わせしそうになるが、3人はサングラスをかけることで切り抜ける。リグレー・フィールドへはシカゴ・カブスの試合を観に行く。仲間たちの募金活動は波に乗っていて、球場正面の電光掲示板には“フェリスを救おう”の文字が出ている。美術館にも入り、腕組みをする彫像のポーズを3人組で真似てみる。街なかでは、またもやフェリスの父親と出くわしそうになるが、うまくごまかす。このとき、父親の読んでいる新聞には“重病生徒の支援活動、好調”の記事が載っていた。交差点のど真ん中にあるステージにフェリスは上がってみる。ついでにビートルズのツイスト・アンド・シャウトを絶唱、通行人を巻き込んで大いに盛り上がる。
ちょうどその頃、フェリスの仮病を疑った校長は真相を確かめるためにフェリスの自宅を訪ねていた。裏口の犬用のくぐり戸から家の中を覗き込んだら犬がいた。ようやく犬から逃れ家の中に入った。同じ頃、なぜか家の中にはジーニーがいた。好き放題に生きているフェリスの振る舞いに普段から抵抗を感じていた妹は、兄が自宅にはいないことを知ってしまい、仮病を確信していた。潜入中の校長はジーニーと遭遇。強盗と間違われた校長はジーニーにアゴを蹴られてのびてしまう。ジーニーは警察署へ出掛けて通報。ところが警察は彼女の言葉の方を疑い、署にいるジーニーを母親に引き取りに来させる。
署からの帰り道、ジーニーが母親を助手席に乗せて運転する車の前に、街から引き返してきたフェリスが飛び出す。病気で弱っているはずのフェリスがそこにいる。ジーニーは事態を察知するが、母親は足元を見ていて気づかない。フェリスより早く家に戻り現場を押さえなければならないジーニーは車のスピードを上げる。一方、病床に向かってひたすら走るフェリス。だが、今度は、帰宅途中の父親の車と並走することになる。息子らしき姿を見掛けた気がした父親だったが、すぐに影は消えていた。走るフェリスは2台の車より先に家にたどり着く。でも裏口の前には校長が待ち構えていた。

## キャスト
- マシュー・ブロデリック：フェリス・ビューラー
- アラン・ラック：キャメロン・フライ
- ミア・サラ：スローン・ピターソン(フェリスの恋人)
- ジェニファー・グレイ：ジーニー・ビューラー(フェリスの妹)
- ジェフリー・ジョーンズ：エドワード・ルーニー(校長)
- ベン・スタイン：経済の授業をする教師
- チャーリー・シーン：ドラッギー

## その他
- 『デッドプール』はエンドクレジット終了後のシーンをパロディし、デッドプールがガウンを着て「まだ居たのか。帰れ」と退室を促す。
- 映画『リミットレス』のドラマ版の第7話「ブライアンはある朝突然に/Brian Finch's Black Op」では、最初から最後まで随所に映画の要素が組み込まれている。
- 『スパイダーマン:ホームカミング』で本編の映像が使用されている。また、劇中に本作のオマージュと思われるシーン（終盤の住宅街のシーン）が存在する。